# Гевара, Отониэль
Отониэль Гевара (исп. Otoniel Guevara; род. 1967, Кесальтепек, Сальвадор) — сальвадорский поэт и общественный деятель.
Отониэль Гевара родился в городе Кесальтепеке в 1967 году. С 1984 года принимал участие в национальных и международных поэтических соревнованиях, в том числе на Международном фестивале поэзии в Медельине в 1999 году. Во время гражданской войны в Сальвадоре входил в состав партизанского отряда Фронта национального освобождения имени Фарабундо Марти. Один из основателей литературного общества Шибальбы. Изучал журналистику в Сальвадорском университете. Вёл колонку в журнале «Диарио Ко Латино» (исп. Diario Co Latino).